# Larry Young (athlétisme)
Pour les articles homonymes, voir Larry Young.
Larry Young, né le 10 février 1943, est un ancien athlète américain et qui pratiquait la marche.
Il a participé aux Jeux olympiques d'été de 1968 de Mexico, y remportant une médaille de bronze sur 50 km. Quatre ans plus tard à Munich, il répétait cet exploit.

## Palmarès

### Jeux olympiques
- Jeux olympiques de 1968 à Mexico ( Mexique)
  -  Médaille de bronze sur 50 km
- Jeux olympiques de 1972 à Munich ( Allemagne de l'Ouest)
  -  Médaille de bronze sur 50 km

### Jeux panaméricains
- Jeux Panaméricains de 1967 à Winnipeg ( Canada)
  -  Médaille d'or sur 50 km
- Jeux Panaméricains de 1971 à Cali ( Colombie)
  -  Médaille d'or sur 50 km